# Agrostis tenuiflora
Agrostis tenuiflora é uma espécie de gramínea do gênero Agrostis, pertencente à família Poaceae.